# Lovenella gracilis
Lovenella gracilis är en nässeldjursart som först beskrevs av Clarke 1882.  Lovenella gracilis ingår i släktet Lovenella och familjen Lovenellidae. Inga underarter finns listade i Catalogue of Life.